# 谢尔盖·西多尔斯基
谢尔盖·谢尔盖耶维奇·西多尔斯基（羅馬化：Siarhiej Siarhiejevič Sidorski，發音：[sʲarˈɣʲɛj sʲiˈdɔrskʲi]；1954年3月13日—），白俄罗斯政治家。

## 簡歷
- 1954年3月13日生于白俄罗斯戈梅利。
- 1976年毕业于白俄罗斯铁路运输工程学院电力工程系。
- 1976－1992年先后任戈梅利无线电技术装配厂技师、实验室主任、部主任、副厂长、厂长等职；
- 1992－1998年任“拉通”科研生产联合体总经理；
- 1998－2001年任戈梅利州执委会副主席、第一副主席；
- 2001－2002年任白俄罗斯共和国副总理；
- 2002－2003年任白俄罗斯第一副总理、代理总理；
- 2003年12月19日任白俄罗斯总理。

- 他是工程学博士，真空离子工程学专家，著有40多学术著作，国际工程科学院院士，通晓德语，已婚，有二女。